# Strada M3 (Russia)
La strada M3 «Ukraina» (letteralmente: «Ucraina») è una strada federale della Russia, che collega Mosca con il confine ucraino, oltre il quale prosegue con la denominazione di M02. È parte dell'itinerario europeo E101.